# 붉은 수수밭
《붉은 수수밭》(중국어 간체자: 红高粱, 정체자: 紅高粱, 병음: Hóng Gāoliáng)은 고량주 증류업에 종사하는 젊은 여성을 다룬 1987년 중국 영화이다. 모옌의 소설 《홍까오량 가족》이 원작이다.
영화 감독 장예모의 감독 데뷔작이자 영화 배우 궁리의 데뷔작으로, 두 사람은 이 영화로 국제적인 명성을 얻게 된다.

## 줄거리
이 영화는 중일 전쟁 중 중국 동부 산둥성의 한 농촌 마을을 배경으로 한다. 주인공의 손자가 할머니인 주아(九兒)를 회상하는 시점에서 이야기가 전개된다. 주아는 가난한 소녀로, 부모님에 의해 수수(高粱)주 양조장을 소유한 나병 환자 노인 이다터우(李大頭)와의 정략결혼에 보내진다.
주아의 혼례 행렬이 수수밭을 가로지를 때, 한 산적이 습격한다. 주아의 가마를 메고 가던 남자 중 한 명이 산적을 물리친다. 주아가 무사히 양조장에 도착하자, 그녀가 여행 내내 눈여겨보던 구원자는 사라진다. 주아가 부모님의 마을로 돌아가는 길에, 마스크를 쓴 산적이 수수밭에서 뛰쳐나와 주아를 쫓아 수수 줄기 속으로 끌고 간다. 주아는 처음에는 도망치지만, 산적이 마스크를 벗고 자신이 그녀의 가마꾼이자 구원자임을 드러내자, 그녀는 더 이상 저항하지 않고 그와 성관계를 맺는다.
주아가 양조장으로 돌아오자, 이다터우가 의문의 죽음을 맞이한 것이 밝혀지고, 많은 양조장 일꾼들이 살인을 의심한다. 그러나 아무것도 증명되지 않고, 주아의 죽은 남편에게 상속자가 없었으므로, 최근 어려움을 겪던 양조장의 소유권은 주아에게 넘어간다. 그녀는 일꾼들에게 그들의 술에 대한 새로운 자부심을 불어넣는다. 어느 날, 주아의 연인이자 화자의 할아버지는 술에 취해 자신과 함께 있던 남자들에게 그녀와 잠자리를 같이 할 것이라고 큰 소리로 주장한다. 그러나 그가 침실로 들어가자, 그녀는 당황하여 그를 쫓아낸다. 현장에 있던 다른 남자들이 그를 데리고 가서 빈 술통에 넣어두고, 그는 그곳에서 사흘 밤낮을 보낸다. 그 사이, 한 무리의 산적들이 주아를 납치하여 양조장 일꾼들에게 그녀의 몸값을 지불하게 한다.
술통에서 나온 화자의 할아버지는 지친 주아를 목격한다. 화자의 할아버지는 산적의 두목에게 가서 두목이 주아를 강간했는지 따져 묻는다. 두목은 주아가 이미 병든 노인 이다터우와 잠자리를 같이 했다고 말했기 때문에 주아를 강간하지 않았다고 말했다. 화자의 할아버지는 돌아오지만, 네 개의 술통에 오줌을 누는 것으로 일꾼들에게 화풀이를 한다. 일족은 놀랍게도 그 오줌이 술맛을 그 어느 때보다 좋게 만든다는 것을 발견한다. 새로이 개선된 제품 덕분에 양조장은 재정적 성공을 거두기 시작한다.
전쟁이 시작되고 일본 제국 육군 병사들이 이 지역을 침략한다. 일본군은 존경받는 양조장 일꾼인 주아의 친구 루오한(羅漢)을 고문하고 죽인다. 주아는 일꾼들에게 그의 죽음에 대한 복수를 하도록 부추긴다. 이른 새벽, 그들은 일본군 차량이 지나가는 순간을 노려 수수밭에 숨어 매복할 준비를 한다. 그러나 기다리는 동안 일꾼들은 배고픔에 정신이 팔린다. 주아가 어린 아들(화자의 아버지)로부터 이 소식을 듣자, 그녀는 일꾼들을 위해 점심을 가져온다. 일본군이 도착하는 바로 그 순간, 주아는 ensuing 혼란스러운 교전 중에 총에 맞아 사망하고, 일본 트럭을 위한 폭발물 함정은 현장의 거의 모든 사람들을 죽게 만든다. 화자의 할아버지와 아버지만이 이 조우에서 살아남는다.

## 배역
- 장원 - 조부
- 궁리 - 구아

## 한국판 성우진(MBC)(2006년 8월 18일)
- 박일 - 조부(장원)
- 송도영 - 구아(궁리)
- 김용식 - 나한(등여준)
- 전국근 - 증조 할아버지(전명)
- 이미자 - 유모(주계운)
- 이윤연 - 삼포(계춘화)
- 이상범 - 일본군(두국광)
- 최한 - 해설(장옥상)
- 정재헌 - 일꾼(가조기)
- 방성준 - 일꾼(적춘화)
- 이원찬 - 삼포의 부하(요이가)
- 김두희 - 일꾼(주계운)
- 양준건 - 일꾼(양전빈)

## 평가

### 수상
- 제38회 베를린 국제 영화제(1988년)
  - 황금곰상[1]
- 금계상(1988년)
  - 작품상
  - 촬영상
  - 음향상
  - 음악상
- 몬트리올 국제 영화제(1989년)
- 홍콩 국제 영화제(1989년)
  - 중국어 영화 10선